# Cainhoe Castle
Cainhoe Castle är ett slott i Storbritannien.   Det ligger i kommunen Central Bedfordshire i riksdelen England, i den sydöstra delen av landet, 60 km norr om huvudstaden London. Cainhoe Castle ligger 56 meter över havet.
Terrängen runt Cainhoe Castle är platt. Runt Cainhoe Castle är det tätbefolkat, med 308 invånare per kvadratkilometer. Närmaste större samhälle är Luton, 16,1 km söder om Cainhoe Castle. Trakten runt Cainhoe Castle består till största delen av jordbruksmark.